# Зареченская (платформа)
Заре́ченская — железнодорожный остановочный пункт Октябрьской железной дороги на перегоне Тосно — Шапки линии Санкт-Петербург — Москва. Открыт в 1983 году в основном для обслуживания близлежащего дачного массива. До 1987 года назывался в расписаниях «Заречная». Располагается на северо-восточной окраине города Тосно, Ленинградская область.
В 200 м юго-восточнее платформы проходит автомобильная дорога Р40. В 600 м к юго-западу от платформы расположен железнодорожный мост через реку Тосну. К северо-западу от платформы располагаются дачные участки садоводческого товарищества «Заречное». В двух километрах севернее «Заречного» — СНТ «Чёрная Грива», в 1930-х годах — эстонский хутор Чёрная Грива (Карлова Поляна).
На платформе останавливаются все проходящие через неё электропоезда.